# Nephthea
Nephthea is een geslacht van neteldieren uit de klasse van de Anthozoa (bloemdieren).

## Soorten
- Nephthea aberrans Verseveldt, 1968
- Nephthea acuticonica Verseveldt, 1974
- Nephthea albida (Holm, 1894)
- Nephthea amentacea Studer, 1894
- Nephthea armata Thomson & Henderson, 1906
- Nephthea arvispiculosa Thomson & Dean, 1931
- Nephthea bayeri Verseveldt, 1966
- Nephthea berdfordi Shann, 1912
- Nephthea brassica Kükenthal, 1903
- Nephthea bumasta Verseveldt, 1972
- Nephthea capnelliformis (Thomson & Dean, 1931)
- Nephthea cervispiculosa (Thomson & Dean, 1931)
- Nephthea chabrolii Audoin, 1828
- Nephthea columnaris Studer, 1895
- Nephthea compacta Verseveldt, 1966
- Nephthea concinna Kükenthal, 1905
- Nephthea corallina Kükenthal, 1910
- Nephthea crassa Kükenthal, 1903
- Nephthea cupressiformis Kükenthal, 1903
- Nephthea debilis Kükenthal, 1895
- Nephthea digitata (Wright & Studer, 1889)
- Nephthea elatensis Verseveldt & Cohen, 1971
- Nephthea elongata Kükenthal, 1895
- Nephthea erecta Kükenthal, 1903
- Nephthea filamentosa Verseveldt, 1973
- Nephthea galbuloides Verseveldt, 1973
- Nephthea globulosa (May, 1899)
- Nephthea gracillima (Thomson & Dean, 1931)
- Nephthea grisea (Kükenthal, 1895)
- Nephthea hirsuta Tixier-Durivault, 1966
- Nephthea junipera (Thomson & Dean, 1931)
- Nephthea laevis Audouin, 1828
- Nephthea lanternaria Verseveldt, 1973
- Nephthea legiopolypa Verseveldt & Alderslade, 1982
- Nephthea mollis Macfadyan, 1936
- Nephthea nigra (Kükenthal, 1895)
- Nephthea pacifica Kükenthal, 1903
- Nephthea pyramidalis (Kükenthal, 1895)
- Nephthea rubra Kükenthal, 1910
- Nephthea setoensis Utinomi, 1954
- Nephthea sibogae (Thomson & Dean, 1931)
- Nephthea simulata Verseveldt, 1970
- Nephthea sphaerophora Kükenthal, 1903
- Nephthea striata Kükenthal, 1903
- Nephthea tenuis (Kükenthal, 1896)
- Nephthea thujaria Kükenthal, 1903
- Nephthea tixierae Verseveldt, 1968
- Nephthea tongaensis Kükenthal, 1903
- Nephthea zanzibarensis Thomson & Henderson, 1906